# CA 아테나스

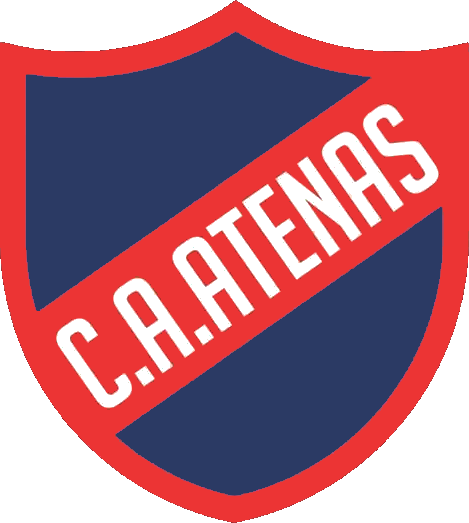

CA 아테나스(Club Atlético Atenas)는 우루과이 말도나도주 산카를로스를 연고로 하는 축구 클럽이다. 이 팀은 1928년 5월 1일에 창단되었다. 현재는 우루과이 프리메라 디비시온에 참가하고 있다.

## 선수 명단

### 현역
참고: FIFA 자격 규정에 따라 소속된 국가대표팀 국기를 표시합니다. 선수는 복수의 FIFA 비회원국 국적을 가지고 있을 수 있습니다.
| 번호 | 포지션 | 국적 | 이름          |
| ---- | ------ | ---- | ------------- |
| 4    | DF     |      | 렌조 파파렐리 |

| 번호 | 포지션 | 국적 | 이름                  |
| ---- | ------ | ---- | --------------------- |
| -    | FW     |      | 프란시스코 아파올라사 |
| -    | FW     |      | 루카스 파리아스       |

## 역대 감독
| 감독          | 임기 |
| ------------- | ---- |
| 디에고 포를란 | 2021 |

틀:CA 아테나스 선수 명단